# 文心雕龍注
《文心雕龍講疏》是范文瀾對於《文心雕龍》的注本，於1925年由天津新懋印書局所印行。在1929年，作者又將更名為《文心雕龍注》，簡稱范《注》，於1929年由北平文化學社所印行。及後，《文心雕龍注》在1936年由上海開明書店修訂，1958年又由王利器作修訂，成為最通行的版本。
此書在學界被高度重視，取代了《文心雕龍輯注》風行半世紀的位置，在出版之後成為了《文心雕龍》研究的重要參考書。戶田浩曉認為，「此書不可否認是《文心雕龍》注釋史上有劃時代的作品」。:158王更生認為，此書為是學人「投石問路的憑藉」，問世「真如石破天驚，給我國學術界帶來相當的震撼」。:109
學界對於當中《文心雕龍注》也有所不滿意之處。在1952年，斯波六郎寫作了《文心雕龍范注補正》一文，當中以開明書店版對於范注中的典故引證、文本的校勘和語句解釋有所補正。:2。在1967年，張立齋創作了《文心雕龍注訂》一书，在書中他認為范文瀾所作之注不便於近代學子，因此重新將釋文有所發凡，而范文瀾所作之處不足者加以補正。王更生在1979年所作之《文心雕龍范注駁正》中認為范注「瑜中有瑕」，「可資取法的地方很多」，還沒有到檢跡殆遍的地步。:ii

## 創作動機
他創作《文心雕龍注》的動機主要有三個，第一是為了教學上的需要，其次是受了黃侃《札記》的啟發。范文瀾在1914年考入北大，在黃侃門下學習，1917年畢業，並在南開大學任教，其中之就包括了《文心雕龍》。按書中自序所言，他看到學生經常因為《文心雕龍》中的問題而前來請教，為了教學需要而寫成講疏。:24
此外，范文瀾受學於黃侃的時候，雖然受其啟發，但是也發現當中的義理並不全面，希望補足《文心雕龍札記》（《札記》）不足之處。黃侃在《札記》中都指出《文心雕龍訓故》的記載並不全面，轉載而不著名出處，而范注本也同樣都指出了這個問題，可見他也受《札記》的影響。:24
據林甘泉回憶，作者出書是為了掩護地下党的運動。新懋印書局是中國共產黨在天津的秘密印刷機構，由彭真所主持。當時書局需要公開出版一些書籍以掩護，於是便油印他的講義。為了不被南開大學增加麻煩，只是以「華北大學編輯員」的名稱出版。:177-178

## 流變
此書在1925年以「文心雕龍講疏」之名由天津市新懋印書局所梓行，及後作者對此又多次修改。在1929年他修改了講疏的內容，並以《文心雕龍》注名稱出版，由北平文化學社出版《文心雕龍注》上冊、中冊，在1931年出版《文心雕龍注》下冊。1936年，上海開明書店又再從文化學社版作修改出版:1。1958年经作者请人核对和责任编辑王利器又一次订正。1960年，香港商務印書局重新校定之後又再出版。1970年，台北明倫出版社对于范注加以修订后出版。:1

### 1925年：天津新懋印書局版
在1923年，他創作的《文心雕龍講疏》（《講疏》）已經完稿，1925年由天津新懋印書局出版，當時尚以《文心雕龍講疏》一名發行。全書約500多頁，約有近30萬字左右，不計算《文心雕龍》原文則有20萬字。書前有約一千字的自序，以及是梁啟超的序。在自序中，他除了說明自己的創作背景之外，也說明了《文心雕龍》的一些要義。《講疏》中注文分插在各篇的分段之下。

### 1929年：北平文化學社版
1927年，范文瀾回到了北京，並先後在北京大學、北京師範大學等學校任教。北京作為當時的文化中心，為作者重新修訂帶來良好的條件。對比兩個版本，作者新補了條目375條，修改了條目721條，刪除了條目31條，當中只有223條的注解是沒有修改。因此，范文瀾對於《文心雕龍講疏》可以說是回爐重造。:179-181
當時，作者和孫蜀丞、趙萬里、陳准等人交流之下，得到了《文心雕龍》很多的善本和最新的校勘資料。作者在寫作《講疏》的時候，曾表示「以未見此本（顾千里、黄荛圃合校本）為恨」。通過陳准，作者看到孫詒讓手錄的顧黃合校本，並以此校讎文本。此外，孫蜀丞所校的唐寫本、明抄本《太平御覽》、《太平御覽》三種版本也為他的校正帶來了方便，而孫氏對於唐寫本的研究也被錄入了書內。趙萬里當時在《清華學報》上的《唐寫本文心雕龍校記》也被摘錄進去。但是正文主要摘錄的都是孫蜀丞的校語，趙萬里的校語只是佔少數。:644-653
另外，作者也試圖消解初版中的講疏體色彩。例如在《原道》之中，作奢引綠了大量劉師培《論文集記》和黃侃《札記》中的內容，而在《注》中，作者改為引用了孫蜀丞的說法、《周易音义》、《说苑·反质篇》和《吕氏春秋·慎行论·壹行》等引文。又例如是《諸子》一節，作者本來在其中說明《諸子》中的思想應該如何在現實中致用，但是在修訂之中，作者刪去了主觀言辭，改為說明當中的出典。:653-656
針對於過於倚重《文心雕龍札記》和《文心雕龍輯注》的問題，范氏盡可能淡化當中的影響。在《輯注》方面，以《書記》篇為例，作者引用了《輯注》23條，在修訂後只餘下一條。而且修訂當中，一些稍微變更者直接刪去「黃注引」等字句，直接引錄書籍原文以達到減化影響的作用。:656-661
1929年，北平文化學社出版了《文心雕龍注》，兩者的體例大致相同，但是字數由《講疏》的20萬字，增加至40萬字。一共分為三冊，上冊為原文，下中冊為注文。上中冊於1929年出版，下冊於1931年出版:1。和講疏對比，范注中例言中隻字沒有提《講疏》，也沒有提及《札記》，只是在書中略為和陳漢章並列而提。而梁啟超為范文瀾所作的序都沒有錄入范注之中。王運熙表示，這種情況「似覺奇怪」。:24-25有學者認為，這個現象是范文瀾不希望《講疏》為人所知所致的。范文瀾雖然自稱自己是因為教學需要寫成《講疏》，但是范氏同門（刘赜、骆鸿凯）都和他同校，而他們所擬的教材以經史子書為主，沒有包括《文心雕龍》。而駱鴻凱在1922年探望過黃侃，以致黃侃可能在《文心雕龍講疏》發表前己經知道范文瀾打算出書，但是黃侃要求學生沉潜用功而不急于出书，也要求自己不在50歲前出書。再者黃侃在對於梁启超、胡适等新派人物多有讥评，而假如《講疏》注明自己是出於師教的話，就可能使黄侃难堪。

### 1936年：上海開明書店版
作者將《文心雕龍注》重新修訂之後，交予上海開明書店出版，並分作七冊綫裝本。相比起文化學社版，開明書店版在凡例之後增補了日本學者鈴木虎雄的《黃叔琳文心雕龍校勘記》的例言和校勘書目，並在正文中夾校大量采用了鈴木的校語。此版本中注文又重新放回正文各篇下。開明書店又於1947年12月再版此本。

### 1958年：人民文學出版社版
據王利器的回憶，最初范文瀾並不同意再刊此作，認為是「少作」。他表示，「自己作為責任編輯，一定會盡力將工作做好」。在過程中，他訂正補充了約五百條注文，范氏看到了之後，表示全部同意，並提議在著者上署上他的名字。王利器表示並不同意，認為這只是責任編輯應該做的。而即使在他自己所作的《文心雕龍校證》之中，他也沒有使用自己為范文瀾所訂補的注文。:101-102王利器對於范注修訂主要可以分為增補、訂正、補充、厘正等四項。

### 1967年：張立齋的《文心雕龍注訂》
在台灣，張立齋有見於歷史《文心雕龍》注本的谬误甚多，希望「以正诸本之讹失，与补其所未備」，在范注的基礎上作補正。他於是寫作《文心雕龍注訂》一書，由正中書局於1967年出版。台灣各大學中文系大多都以版本作為講授的課本。
整篇的文字分段完全依照范注。在全書中，明指范注出錯之處有至少有112處，並指他本至少8處錯處。張立齋也可盡可能對於范注未注解的位置給予注解，例如在《原道》篇就補充了注解至少18條。在修訂過程中，有些注解直接抄錄在其《注訂》，有些就位置則打亂以引用之。

## 評價與補正

### 對《講疏》的評價
在《文心雕龍講疏》出版之後，范文瀾將他的書寄到了各大圖書館，如清華大學圖書館、南開大學圖書館等都收到他的作品，魯迅也有收到了他的著作。:50
在出版半個月之後，《南開月刊》出版了一篇帶有廣告性質的短文，作者署名壽昀。他指，「虽然不敢过于恭维，认为是尽美矣，又尽善也，但是敢负责任地说，这部书实在比通行的注本好的多。」，並書後以“虔诚的请你们赶快买读这《文心雕龙讲疏》」作結，大有廣告意味。:49-50
署名章用的的《范文澜著〈文心雕龙讲疏〉提要》先肯定了范文瀾「傳習師訓，廣為講疏」後，指出了范文瀾雖然以「講疏」為名，但是卻「割裂篇章，文情不属，以数系注，不按章句。旁引文论，钞撮全篇，囿于师说，并所案语」，「注疏自有义例，当以本书为体，未可倚钞袭为能」，指作者對於《文心雕龍》的劃分方式有誤，而且沒有以章、句作單位了解釋全文，並只是按着《札記》的方式創作，缺乏自己的創新。他又指，作者直接抄錄一些常見文章，實無必要，如《辨骚》篇抄录了屈原《离骚》，《明诗》篇抄录了钟嵘《诗品》等等。:50-51
署名李笠的《读〈文心雕龙讲疏〉》對於他的體例作出了一些批評。他認為主要需要增補的有八點：包括成書考證、劉勰年譜、刘勰遗文、旁证、引书出处、注释、校勘、补辑。而且，此書的正文和注疏之間的分別，以及是注疏本身也有整理的必要。:35

### 對於文化學社本的補正
在開明書店版發表次年後，楊明照發表了《范文瀾文心雕龍注舉正》一文，舉出文化學社本中范注中有三十七條不當，而且有14條將黃叔琳的評語誤當是紀昀的評語。當中，14條錯誤中有10條已經在開明本修訂中被改正，其他至王利器修訂的時候才被修正。

### 對開明本的補正
楊明照在1938年又撰寫了《评开明本范文澜文心雕龙注》一文，認為「黄注探囊揭箧， 几一一鹤声」，指范氏抄襲過多。但是楊明照本人也可能認為當中的批點有所不當，因此沒有收入论文集《学不已斋杂著》中。
斯波六郎在1952年發表了《文心雕龍范注補正》，當中以開明書店版對於范注中的典故引證、文本的校勘和語句解釋有所補正。:2當中，「補」有359條，出典補遺有285條。「正」有84條。王利器在修訂的時候也有參考斯波六郎的舉正。但是，他的舉正也存在一些問題。如他對於非常簡單的字詞也出典，如「吹毛取瑕」（《奏啟》）、「文史彬彬」（《才略》）等，缺乏相應的出典價值。再者有一些指正是范文瀾已經征引了的，但是斯波六郎對此再重復征引。

### 王更生的《文心雕龍范注駁正》
台北華正書局在1979年出版了王更生的《文心雕龍范注駁正》。在書中，王更生按1970年台北明倫出版社的增訂本，認為范文瀾所作的注主要有「采輯未備」、「體例不當」、「立說乖謬」、「校勘欠精」、「注解錯訛」、「出處不明」等六項問題。
「采輯未備」方面，王更生認為「知人必先論世」，指除了《梁書》、《南史》之外，尚有很多史料和《文心雕龍》本身可以作為考見他家庭大事、著書立說的體例，和同時代人物的關係，但是資料足夠的情況下，卻依然沒有為劉勰編著年譜。他又指，范書末所引《梁書·劉勰傳》中沒有收錄《序志》原文，認為魏徵所見的《文心雕龍》和今日所見的《文心雕龍》版本有所不同，具有收錄價值:8-10。在版本方面，范文瀾沒有在書前列出其考據所依版本，而這使讀者沒有辦法理解《文心雕龍》各版本流變:10-12。而他又指出，范沒有收錄前人的序蹳、評點、著錄，而他們提供了《文心雕龍》內涵的不同角度:13-15。此外，他也批評沒有收錄劉勰的其他遺著，沒有起到相互發明的作用:15-16。
「體例不當」方面，他指作者收錄了日本學者鈴本虎雄的《黃叔琳本文心雕龍校勘記》的例言和校勘書目，但是鈴本虎雄一書出版以1928年，在開明書店版的25年之後，難免讓讀者產生奇怪的感覺，收錄日本作者的書目與當時國家的思想出現了偏差的傾向，不合著書的體例:16-17。他又指范氏有時候解釋《文心雕龍》各篇篇旨，有時候又沒有解釋，沒有明確規例，使讀者沒有辦法理解當中的規例。校勘有時夾於正文，有時候於附注，有時候只校不注，有時候別目單行。稱謂方面，有時候單純以某某曰，某某云，而沒有說明具體出處，有些就算有說明引用書目，但是沒有說明卷次。:18-24
「立說乖謬」方面，他指作者的圖表組識沒有根據，指他自行創作，不依原文，已經到了「不可原諒」的地步。:25-29而且《序志》已經說明《辨騷》是文原論，但是范氏分於文體論而非文原論划分結構。:29-33他又指作者雖然有對於創作論有自己的看法，並以圖表說明了創作論的體系，但是他為了「剖情析采」的對稱性，因此圖表有所不妥。:33-37
王更生又詳細指出范注中有多處誤校、失校之處。他又指出范文瀾沒有弄明劉勰行文詞例、字例以及造語之例，引致注釋望文生義，牽強附會。某些地方出處不當，不明，或者征引不足。
李平認為王更生批評范文瀾的《文心雕龍注》是有着時代背景，他認為《文心雕龍范注駁正》是成書於1970年代，當時台海相隔，因此假如措辭、人名、引說不慎，「極有可能被摜上思想偏左，與敵同路的紅帽子」，而他所指的「采輯不備、體例不當、立說乖謬」的問題只是著述特點的不同，習慣相異，觀點不同，只是強人所難，而且他的讚詞也未必合乎實情，例如他指范注「引文豐富」，但是范文瀾對自己的《文心雕龍講疏》或者是《文心雕龍注》從來也是自視不高。他在五十年代再版的時候也再三推辭，認為是「少作」，出現了不少問題，甚至認為是自己「以追踪乾嘉老輩」......「為全部生活的惟一目標時期的舊我之舊作」。而關於沒有年表的問題，他認為劉勰的身世、本傳、史料極為簡缺的情況下，范文瀾依然在當中推算了劉勰的大約生平大事，在身世上有研究之功，而王更生也在《文心雕龍研究》中認為：「范氏注《文心雕龍》，於《序志》篇曾根據劉氏（劉毓崧）書後，賡考產和一生行事，行文雖半出於臆測，而衡情度理，亦以意逆志之作。近人雖然大力搜討，欲更新舊說，但限於材料，仍不越范注的範圍。」，李平認為王更生兩書所言「簡直天壞之別，完全判為兩人」。而且王更生自己在《文心雕龍研究》中也沒有在《梁書·劉勰傳》中收錄《序志》原文，李平認為這可見他是「具有違背學術良心的政治獻書的色彩」。

### 論文
1. 1 2 3  戚良德; 李婧. . 山東大學學報(哲學社會科學版). 2007, (05): 23-29.
2. 1 2  李平. . 中國詩學研究. 2019, (02): 177-190.
3. 1 2  李平. . 暨南學報(哲學社會科學版). 2020, 42 (12): 35-49.
4. 1 2 3 4  王運熙. . 江蘇大學學報（社會科學版）. 2003, 5 (2): 72-73.
5. 1 2 3  李平. . 古代文學理論研究. 2019, (02): 644-661.
6. 1 2 3 4  張海明. . 清華大學學報(哲學社會科學版). 2020, 35 (04): 45-71+212.
7. ↑  李平. . 中國詩學研究. 2020, (01): 30-46.
8. 1 2  李平. . 學術界. 2003, (04): 101-104.
9. ↑  李平. . 江蘇大學學報（社會科學版）. 2003, 05 (03): 59-64.
10. 1 2  李平. . 中北大學學報(社會科學版). 2018, 34 (03): 7-15.
11. ↑  李平. . 中國典籍與文化. 2019, (03): 42-49.
12. ↑  李平. . 中國詩學研究. 2017, (02): 95-114.
13. ↑  李平; 黃誠禎. . 文化與詩學. 2019, (02): 212-223.
14. ↑  李平. . 北方論叢. 2019, (01): 32-37.
15. ↑  李平. . 中國古代文學理論學會  (编). . 上海: 華東師范大學出版社: 97-127. 2017.

### 書目
1. ↑  张少康; 汪春泓; 陳允鋒; 陶禮天. . 北京: 北京大學出版社. 2001  [2022-05-06]. ISBN 7-301-04982-X. OCLC 48929291. （原始内容存档于2022-03-31）.
2. ↑  張文勛. . 昆明: 雲南大學出版社. 2001. ISBN 7810682083.
3. 1 2 3 4 5 6 7 8 9 10 11 12 13 14 15 16  王更生. . 台北: 華正書局. 1979. OCLC 645725995.
4. 1 2  黃端陽. . 台北: 文史哲出版社. 2012. ISBN 9789863140535.

## 注腳
1. ↑  范文瀾「例言」中原文如此。
2. ↑  關於章用是何人，一說是章士釗，一說是駱鴻凱。